# Эмодинг, Моника
Моника Эмодинг (англ. Monicah Amoding, родилась 30 ноября 1981 года) — угандийский политик, юрист и социальный работник, была представителем округа Куми в 10-м парламенте Уганды (2016—2021 годы) в качестве члена правящей политической партии «Движение национального сопротивления».

## Ранняя жизнь и образование
Эмодинг родилась в ноябре 1981 года, училась в начальной школе для девочек Намильянго в округе Муконо, Уганда, которую окончила в 1993 году. Эмодинг продолжила обучение в школе для девочек Тороро, получив аттестат в 1997 году. Два года спустя она получила Сертификат об окончании школьного образования Уганды в средней школе Макерере, завершив обучение по программе уровня A. Эмодинг имеет три ученые степени: бакалавра общественных наук, присвоенная Университетом Макерере в 2004 году, магистра гендерных исследований, также присвоенная Университетом Макерере в 2013 году, бакалавра права в Университете Макерере в 2018 году. Амодинг также имеет два сертификата: Сертификат по лидерству, выданный Институтом лидерства Уонгози, Дар-эс-Салам, Танзания, Сертификат феминистского лидерства, полученный в Институте африканского женского лидерства в Аккре, Гана.

## Карьера
С 2006 по 2011 год Эмодинг работала на различных должностях за пределами политической арены. С 2006 по 2007 год она занимала должность специалиста по связям со СМИ и коммуникациям в неправительственной организации CEDOVIP. Затем она перешла в Парламентскую ассоциацию женщин Уганды, сначала в качестве специалиста по политике и коммуникациям с 2008 по 2009 год, а затем в качестве координатора программ с 2009 по 2010 год. В 2011 году Эмодинг стала членом однопалатного парламента Уганды в качестве молодёжного представителя. В 2016 году она была избрана женщиной-представителем округа Куми. В 2015 году она представила законопроект, который стал известен как «Законопроект о сексуальных преступлениях 2019 года» (Sexual Offences Bill 2019). После прохождения через парламентские комитеты законопроект был принят парламентом в мае 2021 года, хотя сторонники и противники законодательства были недовольны содержанием.

## Завершение парламентской карьеры
На национальных парламентских выборах 2021 года Моника Эмодинг уступила место в парламенте Кристине Аполот, которая получила 35 152 голоса против 29 292 голосов Эмодинг.

## Личная жизнь
Эмодинг замужем. Её хобби — писательство, чтение, путешествия и медитация. Она проявляет особый интерес к защите прав маргинализированных групп, волонтерству в гуманитарной деятельности и работе с местными и бедными общинами.